# Unterensingen
Unterensingen település Németországban, azon belül Baden-Württembergben. Lakosainak száma 5011 fő (2023. december 31.).

## Népesség
A település népessége az elmúlt években az alábbi módon változott:
| Lakosok száma | 3872 | 4916 | 4895 | 4980 | 5021 | 5011 |
|               | 1975 | 2017 | 2019 | 2021 | 2022 | 2023 |